# Donje Brijanje
Donje Brijanje (cyr. Доње Бријање) – wieś w Serbii, w okręgu jablanickim, w mieście Leskovac. W 2011 roku liczyła 1283 mieszkańców.